# ジョン・フラハーティ (野球)
- ジョン・フラハティ

ジョン・ティモシー・フラハーティ（John Timothy Flaherty, 1967年10月21日 - ）は、アメリカ合衆国ニューヨーク州ニューヨーク市出身の元プロ野球選手（捕手）。右投右打。愛称はフラッシュ（Flash）。

## 経歴
1988年のMLBドラフト25巡目（全体641位）でボストン・レッドソックスから指名され、プロ入り。1992年4月12日にメジャーデビュー。デトロイト・タイガースへ移籍後の1995年には112試合に出場して正捕手に定着した。
その後、サンディエゴ・パドレスを経て1997年オフにはアンディ・シーツ、ブライアン・ボーリンガーとのトレードで、タンパベイ・デビルレイズへ移籍した。デビルレイズには創設年の1998年から5年間在籍して最初の3年間は正捕手を務め、1999年にはキャリアハイの14本塁打、71打点を記録した。
2003年から3年間はニューヨーク・ヤンキースでプレーし、正捕手のホルヘ・ポサダのバックアップを務めた。2005年オフにヤンキースを退団後はプロ入り時の古巣であるレッドソックスと契約を結んだが、2006年3月7日に引退を表明した。
引退後はYESネットワークでヤンキース戦の解説者として活動している。

## 詳細情報

### 背番号
- 15（1992年 - 1993年）
- 12（1994年 - 1996年途中）
- 23（1996年途中 - 1998年）
- 6（2000年 - 2002年）
- 17（2003年 - 2005年）